# Milarepa
Milarepa (tibeti: རྗེ་བཙུན་མི་ལ་རས་པ; kb. 1052–1135), más néven Dzsecün Milarepa (Wylie-féle átírásban: Rje-btsun Mi-la-ras-pa, a népszerű angol átírásban: Jetsun Milarepa) a tantrikus tibeti buddhizmus egyik legfontosabb alakja, akit a buddhizmus egyik legnagyobb szentjeként tartanak nyilván. Nemcsak a legnagyobb tibeti költők és misztikusok egyike, de egyike a „marpa kagyü” hagyomány négy vonaltartójának, s tőle származtatják a buddhizmus úgynevezett lámaista irányzatát és a karma kagyü vonalat is.

## Élete

### Születése
Tibetben született, a Kjanga Ca (Khyanga Tsa) nevű település egyik legszebb, négyoszlopos, nyolctornácos házában, jómódú családban. Családneve Dzsosze (Josay) volt, s a nomád törzs, amelyhez a család tartozott, a Kjungpo (Khyungpo) nevet viselte. Szülei a Mila Thöpaga, azaz „Örömhír” nevet adták neki, gyermekük születésének örömére. Később, Sákjamuni buddha tanításainak, a Dharmának (törvény, tan) az egyik legismertebb tibeti követője és tanítójaként a Dzsecün (Jetsun), azaz „tiszteletre méltó mester” megszólítást érdemelte ki híveitől. Apját Mila Serab Gyalcen-nek (Mila Sherab Gyaltsen), „Bölcsesség Jelképének”, anyját Nyangca Kargyen-nek (Nyangtsa Kargyen) hívták. Mikor Mila négyéves volt, megszületett egyetlen leánytestvére, akit Peta Gönkji-nek (Peta Gonkyi), „Boldog Őriző”-nek neveztek el.
Milarepa születésének dátumáról nincs egyértelmű álláspont, egyes kutatók szerint 1033-ban, mások szerint 1038-ban, megint mások szerint 1040-ben jöhetett a világra. A Mila Khabum szerint, mely Milarepa tibeti nyelvű életrajza, születésének legvalószínűbb dátuma 1052, halálának dátuma pedig 1135 lehetett. Legfontosabb tanítványa, Recsungpa, az általa írt életrajzban úgy említi, hogy mestere a Nőstény Víz-Sárkány évének első őszi hónapjában, annak huszonötödik napján született.

### A kezdetek

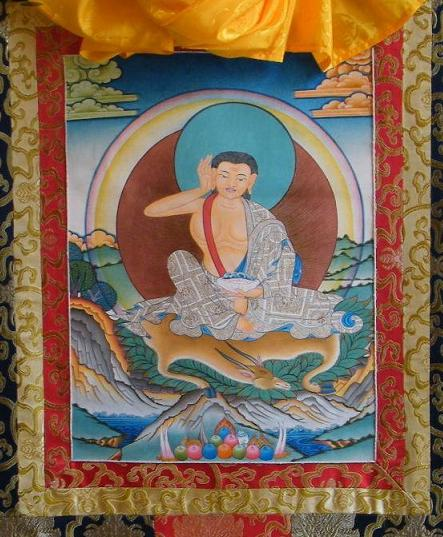
Milarepa thangka (hímzett falikép)

A jómódú család gazdagságban töltött élete Mila hétéves koráig tartott, mikor a családfenntartó apa egy betegség következtében meghalt. Végrendeletében, fia nagykorúvá válásáig annak nagybátyjára és nagynénjére bízta feleségét és két gyermekét, valamint tekintélyes vagyonának és birtokának kezelését. A kapzsi nagybátyja és nagynénje azonban, apja bizalmát megcsúfolva, annak feleségét és két gyermekét kisemmizte és cselédsorban tartotta, miközben sem rendes ruhát, sem tápláló ennivalót nem adott nekik.
Amikor Mila elérte a tizenöt éves kort, édesanyja összehívta a rokonságot és a szomszédokat egy nagy lakomára, és ott bejelentette, hogy miután fia elérte a nagykorúságot, nősülni akar, és földjeit, nyájait, birtokát saját kezelésébe akarja venni. Az apa végakaratát a kapzsi nagybácsi olvasta fel a lakomán, aki a kihirdetés végén kijelentette, hogy megboldogult öccse a vagyontárgyakat annak idején mind tőle és feleségétől kapta kölcsön, és s halálakor csupán visszaszállt rájuk a saját, jogos tulajdonuk, minek következtében Nyangca Kargyen és gyermekei semmire nem jogosultak a vagyonból. Miközben Milát és családját elzavarták a háztól, gúnyosan azt találták mondani neki, hogy „Nincs semmid, hogy harcolhass. Ha szegény vagy, harcolj ellenünk varázslással!”

### A bűn útján
Az igazságtalan megaláztatások Mila anyjában bosszúvágyat keltettek, s elkeseredettségében elküldte a fiát, hogy kitanulja a fekete mágia mesterségét, s hogy bosszút álljon mindazokon, akik tönkretették családja életét. Megesküdött fiának, hogyha ezt nem teszi meg, akkor önkezével vet véget az életének, s ennek súlya őt egész életében kísérni fogja. Abban az évben, mikor Mila visszatért a faluba a fekete mágia mesterétől, Nyag Jung Tön Tehro Gyel lámától, aki a „Nyag Rettenetes Győzője, Szörnyűséget Tanítója” nevet viselte, rendkívül gazdag termés mutatkozott a gabonaföldeken. Milarepa a szülőfalujához közel eső dombról pusztító erejű jégesőt varázsolt a termőföldek fölé. A jeges vihar teljesen tönkretette a kiválónak ígérkező termést, s miközben a települést szinte teljes egészében a földdel tette egyenlővé, a rokonság nagy részét, nőket és gyerekeket sem kímélve, egyaránt kíméletlenül elpusztította. Harmincöt ember „fejét és vérző szívét” áldozta fel varázslatával, s csak nagybátyját és nagynénjét hagyta életben, hogy tanúi legyenek a bosszújának. Kjanga Ca falu lakói, akik többségében Mila családjának rokonai voltak, s valamilyen szerencsével túlélték a pusztító csapást, hajtóvadászatot indítottak Mila és anyja ellen, akik az üldözők haragja elől menekülni kényszerültek.

### A Dharma útján
Bár a gonosztettek az igazság érvényesítésének érdekében történtek, a kíméletlen pusztítás és a gyilkolás miatt érzett bűntudat felébresztették Mila lelkiismeretét, aki ezért elhatározta, hogy életének hátralévő részében csupán a jót fogja szolgálni, és Buddha tanításainak követésével a Dharma, vagyis a Tan nemes ösvényén kíván tovább haladni.
Harmincnyolc éves korában, hogy gonosz cselekedeteiért bűnbocsánatot nyerjen, Milarepa a tibeti buddhizmus nagy gurujának, Marpának (Marpa Locava, szül: Marpa Csökji Lodrö, 1012-1097) a tanítványává szegődött, és a mesterében való bizalom és az odaadás szigorú próbáinak alávetve magát, a megvilágosodáshoz vezető úton kezdett munkálkodni. Naropa (956-1041) híres indiai jóginak a tanítványát, Marpát, a Fordítónak nevezték, mert a magasztos Naropától kapott szent iratokat szanszkritból tibeti nyelvre fordította. Marpának és feleségének, Dagmema-nak Mila érkezése előtt különös álma volt, amely megjövendölte egy majdani híres, nagyszerű tanítvány eljövetelét, akinek fénye betölti az egész világot, és minden lényt megszabadít a szenvedés körforgásából. A Tan szakértőjeként, mint megvilágosodott mester, Marpa azt a kegyetlen és céltalan feladatot adta tanítványának – mint aki szüntelenül meggondolja magát s elfelejti előző utasításait –, hogy újra meg újra felépítsen és mindannyiszor le is romboljon egy-egy hatalmas kőből rakott tornyot, amelyet fiának szán ajándékul. A megerőltető és idegőrlő munka során Mila súlyosan megbetegedett, de karmája megtisztult az ártó cselekedetek súlyától. Milát, aki ekkor már negyvennégyéves volt, végül a tanítója a beavatottak közé fogadta, s minden tanítást maradéktalanul átadott neki.
A lámától kapott beavatás a „Repa” (a vászonruhába öltözött jógik elnevezése) név használatára jogosította fel a Tan követőjét, így lett Mila Thöpagából Milarepa.

### A megvilágosodás

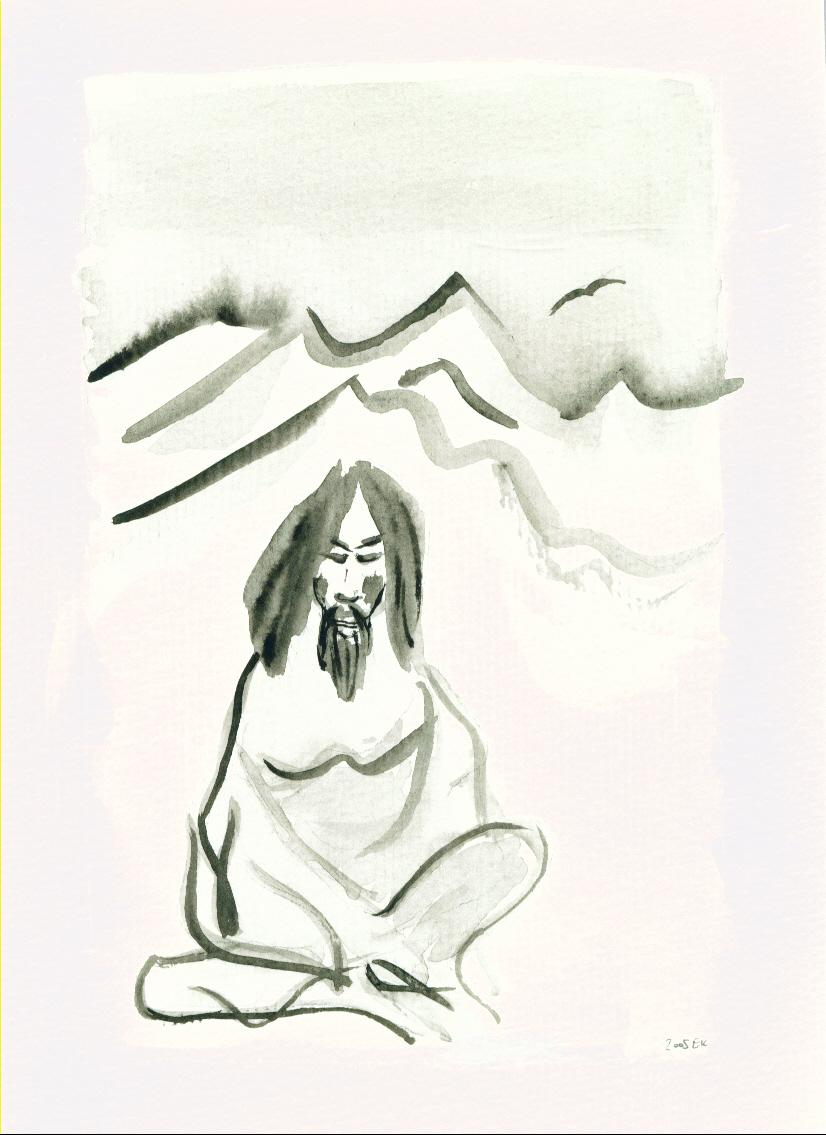
Milarepa akvarell

Anyja halálakor Milarepa egy barlangba vonult vissza a hegyek közé, hogy élete hátralévő részét meditációval töltse. A bölcs csupán csalánból főzött ételeken élt, és bár mindössze egy vászonköntös volt rajta (a Milarepa név teljes jelentése: „Mila, a vászonba öltözött”), a legkeményebb telet is átvészelte a pszichikai hőt termelő tummó gyakorlat segítségével.
Mint mondják, Milarepa a remeteként eltöltött évek során hihetetlen pszichikai erőre tett szert, és a teljes megvilágosodás állapotába jutott. Képes volt testéből kilépve közlekedni, átlépni más világokba és létformákba, és át tudta alakítani magát madárrá, lánggá vagy akár folyóvízzé is. Saját dalainak tanúsága szerint a tudatán való munkálkodást a hindi jógikkal ellentétben nem sanyargatásnak élte meg, hanem folyamatos boldogságot és örömöt tapasztalt, ahogyan egyre magasabb szintű megvalósításokra tett szert. A hagyomány szerint ő volt az első olyan emberi lény, aki egyetlen élet alatt vált tökéletes buddhává, vagyis egyszerű emberi lényként megvalósította a Dharmát, elérte a teljes megvilágosodás állapotát, a buddhaságot. Megpróbáltatásairól, tapasztalatairól folytonosan beszámolt mesterének és tanítványainak, s az imáit és beszámolóit taglaló énekeivel Tibet-szerte ismertté vált.

### A halála
Milarepát életében több irigy és féltékeny láma próbálta ellehetetleníteni vagy akár meggyilkolni. Mikor távozásának idejét elérkezettnek látta, hagyta, hogy egy féltékeny és kapzsi tudós, Gese Capua egy ajándékként készített mérgezett étellel megvendégelje. Tudta, hogy az étel mérgezett, de cselekedetével kinyilatkoztatta, hogy bár könnyedén semlegesíthette volna szervezetében a mérget, mégis az emberi gonoszságnak egy jelentős részét viszi magával a halála által a földi világból.
Milarepa tehát nyolcvannégyéves korában, „a Nyúl évében, az utolsó téli hónap tizenegyedik napján felmutatta a halál jeleit”, vagyis meghalt. Úgy beszélték, hogy miközben elhamvasztották, üstökösök száguldottak át az égen, és virágok hullottak a semmiből a bámuló tömegre. Népe ma is tiszteli, dicsőíti Milarepát, s tanításait több tucatnyi ma is ismert dala mellett legközelebbi és legfőbb tanítványának, Recsungpának az életrajzi leírása – mely Milarepa saját elbeszéléséből táplálkozik – tette ismertté az utókor számára. A barlangokat, ahol meditációval töltötte idejét, a tibeti buddhizmus legszentebb helyeiként tartják számon a mai napig.

## A dalai
Milarepa dalait, melyek nyolcszáz év alatt a tibeti folklór szerves részévé váltak, a tibetiek máig nagy becsben tartják. Saját lelki, spirituális megvalósításának költői formában megírt emlékei ezek, melyek azért születtek, hogy másoknak is útmutatásul szolgáljanak, és a leendő tanítványokat a buddhizmus mélyebb megismerésére és megértésére ösztönözzék. A „Milarepa százezer dala” című gyűjtemény a tibeti buddhizmus legfontosabb írásos emlékei közé tartozik, s bizonyos szempontból olyan jelentőséggel bír, mint a hinduizmusban a Bagavad Gítá, vagy éppen a kereszténység számára a bibliai Újszövetség.

## A mantrája
A klasszikus testhelyzet szerint, amelyben Milarepát a leggyakrabban ábrázolják, a jógi a jobb kezét a jobb füléhez tartja tölcsérként, mintha valami belső hang jelzésére figyelne, vagy a Dharma tanításait hallgatná egy meghatározhatatlan forrásból. Egyes szakértők úgy tartják, hogy ez a testtartás valami egészen mást jelent: célja nem más, minthogy befolyásolja a test energia-folyamatait, s azokat a megvalósítás szolgálatába állítsa. Az ábrázolásokon Milarepa testének színe gyakorta világoszöld, s ahogyan élete történetében is említi, ennek az oka a táplálkozásában rejlik, hiszen a hosszú, meditációval töltött évek alatt nem evett 
mást, mint csalánból készült főzetet.
A tibeti jóga gyakorlói gyakran a Milarepáéhoz hasonló testhelyzetet használják meditációjukhoz, miközben Milarepa mantráját recitálják eredeti tibeti formában, mint om ah guru hazabenza szarvasziddhi hung vagy om ah guru hazabenza szarvasziddhi pala hung, illetve szanszkrit nyelven, mint om ah guru hazavadzsra szarvaszidhi hum vagy om ah guru hazavadzsra szarvasziddhi pala hum. A guru szó jelentése „tanító”, a hazavadzsra jelentése pedig „nevető gyémánt”, ami Milarepa Mahámudrá-nevét jelenti. Szarvaszddhi azt jelenti: „minden megvalósult”. A pala jelentése „gyümölcs”, ami a sziddhi szinonímája.

## Milarepa jelentősége
Bódhiradzsára szerint, aki Milarepa egyik fő tanítványa volt, mestere hatalmas odaadása és képességei azt az érzést keltették az emberekben, hogy tanítójuk nem egyszerű ember, hanem már születésétől fogva buddha, vagy legalábbis egy magas megvalósítást elért, testet öltött bódhiszattva.
Milarepa a dalaival és tanításaival világossá teszi, hogy ez a nézet egy tévedés, valamint nagyon káros a gyakorlásra nézve, hiszen megfelelő odaadással és gyakorlással minden ember, még ebben az életében elérheti a megvilágosodást, s nem számít, hogy milyen mélyen bonyolódott bele az élet körforgásába. Az eredmény nem múlik máson, mint a megfelelő igyekezeten, a helyes hozzáálláson és a helyes indítékon, s erre ő maga szolgál bizonyítékul.

## Emlékezete
Milarepa, éveken át gyakorolva a tanításokat, a megfelelő, hiteles mester irányítása alatt egyetlen élet folyamán elérte a megvilágosodást, ami által sokak számára örök példaképet jelentett. Dalai, amelyek máig a tibeti folklór és népművészet oszlopait jelentik, hűen példázzák az önmegvalósítás ezen útjának eredményességét. Tanítványai közül Gampopa (1079–1135) vált az őtőle származtatott lámaista irányzat első vonaltartójává, majd őt követte az első Karmapa, Düszum Tyenpa, akitől a buddhizmus Karma Kagyü irányzatát eredeztetik. A hagyomány szerint a Karma Kagyü iskola vonaltartói magától a „gyökérlámától”, Dordzse Csang-tól eredeztethetőek, aki az indiai Tilopának adta át a buddhista tanításokat. Tilopa tanítványa volt az indiai herceg, Náropa, majd őt követte az első tibeti ranítvány, Marpa, a „fordító”. A Karma Kagyü buddhista iskola átadási vonala máig töretlen, jelenlegi vezetője a 17. Karmapa, Táje Dordzse. Milarepa legfontosabb tanítványa, Recsungpa (Recsung Dordzse Rakpa, 10834-1161), bár mestere élettörténetét az utókor neki köszönheti, mégsem vált olyan híressé, mint Gampopa; a kagyü-vonal Recsung-Kagyü iskolája azonban tőle ered, és hűen viszi tovább a tanításait. A tibeti buddhizmus, kiváltképpen annak az úgynevezett „jógi-vonala” (ahol a hangsúlyt a szent szövegek olvasása és az intellektuális tanulás helyett sokkal inkább a gyakorlati megvalósításokra helyezik) tulajdonképpen Marpa és Milarepa munkásságának köszönhetően alakult ki az elmúlt évezred folyamán.

## Filmek
- Milarepa (rendező: Neten Chokling), 2005-06 (IMDB tt0499238) [8]
- Milarepa (rendező: Liliana Cavani), 1974 <(IMDB tt0071841)

## Magyarul megjelent művei
- "Vászonruhám, akár az égő parázs...". Válogatás Milarepa dalaiból; vál., ford., bev. Somogyvári Zsolt, A sörivó-dal ford. Somogyvári Szabolcs; Farkas L. I., Bp., 1997
- Gampopa élete. Milarepa százezer dalából; Buddhista Meditáció Központ–Karma Ratna Dargye Ling, Tar–Bp., 2000 (Buddhista meditáció)
- Milarepa élete és tanításai; ford., előszó, jegyz. Hornok Sándor; 2. átdolg., bőv. kiad.; Farkas L. I., Bp., 2000
- Milarepa százezer dala; ford. Láma Csöpel, Erdődy Péter; Buddhista Meditáció Központ, Tar, 2019